# Bogusław Dopart
Bogusław Jan Dopart (ur. 1955) – polski literaturoznawca, teoretyk i historyk literatury, profesor, kierownik Katedry Historii Literatury Oświecenia i Romantyzmu Wydziału Polonistyki Uniwersytetu Jagiellońskiego.

## Życiorys
Absolwent Liceum Ogólnokształcącego w Brzozowie z 1973.
Został przewodniczącym Akademickiego Klubu Obywatelskiego im. Prezydenta Lecha Kaczyńskiego w Krakowie.
W 2020 został członkiem korespondentem Polskiej Akademii Umiejętności.
Odznaczony Brązowym Medalem „Zasłużony Kulturze Gloria Artis” (2022).

## Wydane publikacje
- Pod powiekami (Kraków 1978)
- Mickiewiczowski romantyzm przedlistopadowy (Kraków 1992),
- Uwagi o definiowaniu mistycyzmu romantycznego (Poznań 1996),
- Słowa Chrystusa ; Słowa Panny (redakcja naukowa, współautorstwo; Kraków 1997),
- Dziady Adama Mickiewicza: poemat, adaptacje, tradycje (redakcja naukowa, współautorstwo; Kraków 1999),
- Mickiewicza słowa sekretne (współautorstwo; Kraków 1999),
- Pan Tadeusz i jego dziedzictwo: poemat (redakcja naukowa, współautorstwo; Kraków 1999),
- Romantyzm polski: pluralizm prądów i synkretyzm dzieła (Kraków 1999),
- W świecie Pana Tadeusza (redakcja naukowa, współautorstwo; Kraków 1999),
- Poemat profetyczny: o „Dziadach” drezdeńskich Adama Mickiewicza (Kraków 2002),
- Literatura – kulturoznawstwo – uniwersytet: księga ofiarowana Franciszkowi Ziejce w 65 rocznicę urodzin (redakcja naukowa, współautorstwo; Kraków 2005),
- Pan Tadeusz i jego dziedzictwo: recepcja (redakcja naukowa, współautorstwo; Kraków 2006),
- Od Kochanowskiego do Norwida: lektury i rozprawy (redakcja naukowa, współautorstwo; Kraków 2007).